# Tatiana Papamoschou

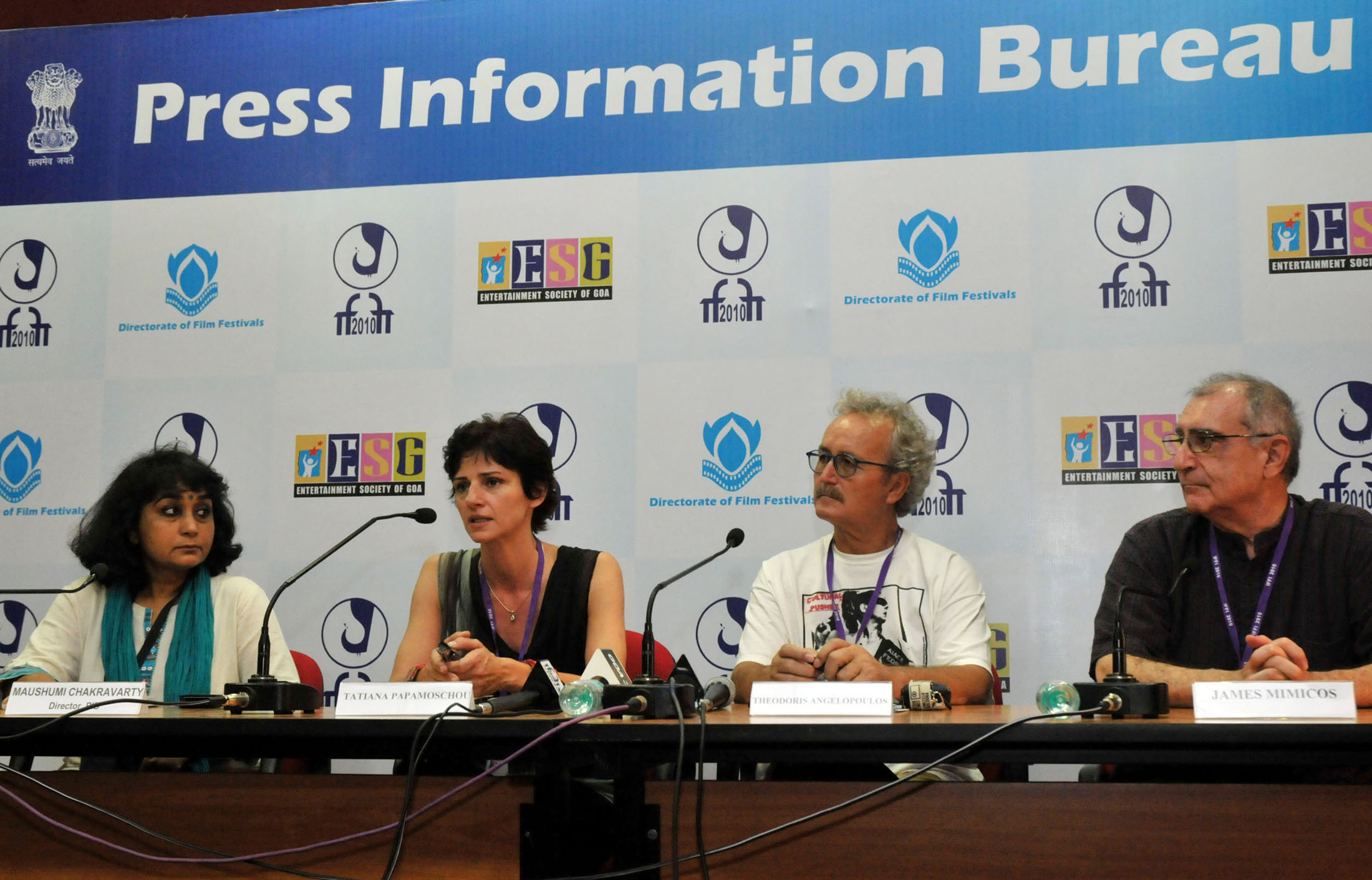
A atriz Tatiana Papamoschou concedendo uma entrevista à imprensa sobre "Filmes Gregos" durante o IFFI-2010, no Centro de Mídia Principal, em Panjim, Goa, em 26 de novembro de 2010.

Tatiana Papamoschou, em grego Τατιάνα Παπαμόσχου (Atenas, 1964) é uma atriz grega que atuou em numerosas produções teatrais, cinematográficas e televisivas gregas. Ela é mais conhecida por seu papel como a personagem-título no filme Iphigenia, de 1977, indicado ao Oscar de Filme Estrangeiro (seu primeiro papel no cinema), pelo qual ela ganhou o prêmio de Melhor Atriz no Festival de Cinema de Thessaloniki de 1977.
Tatiana tinha apenas 13 anos quando foi escalada como Iphgenia. Além do grego, ela fala fluentemente inglês e francês. Tatiana também esteve em outros dois filmes e um curta chamado Happy New Year, Mom!.